# Бонусный уровень
Бонусный уровень (англ. Bonus level, также известный как бонусный этап, бонусный раунд или специальный этап) — особый уровень в видеоигре, предназначенный для вознаграждения игрока дополнительными очками, предметами или другими преимуществами. Считается, что первый бонусный уровень в истории видеоигр был представлен в игре Rally-X, выпущенной компанией Namco в 1980 году. Эта инновация впоследствии стала характерной особенностью других аркадных игр, таких как Galaga и Joust.
На бонусных уровнях либо отсутствуют враги и опасности, либо обычные штрафы за столкновение с врагами или опасностями заменяются простым выбрасыванием игрока из бонусного уровня. Многие бонусные уровни необходимо активировать или обнаружить определённым способом, либо для доступа к ним должны быть выполнены определённые условия. В других случаях они могут появляться после прохождения игроком определённого количества обычных уровней.
Бонусные уровни обычно имеют несколько общих характеристик: они необязательны и не требуются для завершения основной игры; часто предлагают игровую механику, отличающуюся от основной игры; редко наказывают игроков смертью или потерей прогресса за неудачу. Эти уровни, как правило, вознаграждают игроков коллекционными предметами, дополнительными жизнями или другими преимуществами. Доступ к ним обычно получают путём сбора определённых предметов, достижения пороговых значений очков или обнаружения скрытых входов. Примерами являются специальные этапы в Sonic the Hedgehog, где игроки собирают Изумруды Хаоса, бонусные раунды по разбиванию автомобилей в Street Fighter II и бонусные бочки в Donkey Kong Country. В некоторых случаях, как в Crash Bandicoot, бонусные уровни предоставляют точки сохранения.
С точки зрения гейм-дизайна бонусные уровни выполняют важные функции: обеспечивают темп и разнообразие, нарушая ритм основной игры; позволяют игрокам практиковать определённые навыки в среде с низким риском; реализуют дизайн «риск против вознаграждения», размещая ценные коллекционные предметы в потенциально опасных местах. Хотя традиционные бонусные уровни были распространены и популярны в аркадных и ранних консольных играх эпохи 8-битных и 16-битных систем, они стали менее распространёнными в современных играх, которые имеют тенденцию больше фокусироваться на сложных кинематографических сюжетах, а не на сборе предметов и накоплении очков.